# هومستید (آیووا)
هومستید (به انگلیسی: Homestead) یک محدوده ثبت‌نشده در شهرستان آیووا ایالت آیووا کشور ایالات متحده آمریکا است که جمعیت آن در سرشماری سال ۲۰۱۰ میلادی، ۱۴۸ نفر بوده‌است.